# 杉山正明
杉山正明（1952年3月1日—），生於日本靜岡縣沼津市，歷史學者，專長於蒙古史、中亞游牧民族史。現為京都大學文學教授。

## 生平
1974年，畢業於京都大學文學院。1979年，在未完成博士學位前退學，至京都大學擔任研究助理。1988年，擔任京都女子大學講師，隔年升助理教授。1992年，進入京都大學，擔任助理教授，1995年升為教授。

## 榮譽
- 2003年，獲司马辽太郎奖。
- 2006年，日本政府頒發紫綬褒章。
- 2007年，獲得日本学士院奖。

## 著作
- 《游牧民的世界史》（遊牧民から見た世界史―民族も国境もこえて）
- 《忽必烈的挑戰》（クビライの挑戦　モンゴル海上帝国への道）
- 《疾馳的草原征服者：遼西夏金元》（疾駆する草原の征服者―遼西夏金元）
- 《顛覆世界史的蒙古》（モンゴルが世界史を覆す）
- 《蒙古帝国的兴亡》（モンゴル帝国の興亡）